# Nicolaaskathedraal (Kiev)
De Kathedraal van de heilige Nicolaas (Oekraïens: Військовий Микільський собор; Russisch: Николаевский военный собор) was een orthodoxe kathedraal in Kiev. In de volksmond stond de kathedraal bekend als de "Grote Nicolaas". Het betrof een militaire kathedraal van het Oekraïne en was een van de meer dan 150 andere orthodoxe bouwwerken in Kiev die ten prooi viel aan de atheïstische vernietiging.

## Geschiedenis
De kathedraal werd gebouwd in de jaren 1690-1696 in de stijl van de Oekraïense barok. Architect was Osip Dmitrivitsj Startsev. Sinds 1831 werd het Keizerlijke Leger beschermheer van de kerk. Deze militaire associatie kwam tot uiting door de plaatsing van een aantal kanonnen bij de kerk. De iconostase van zeven geledingen hoog gold als een van de mooiste van heel Kiev. In de kathedraal werden de relieken bewaard van de heilige Johannes Chrysostomos.

## Na de oktoberrevolutie
In 1934 bliezen de Sovjets de kathedraal op. Op de lege plek van de kathedraal werd in de jaren 60 een onderkomen voor een communistische jeugdorganisatie gebouwd. In 2009 riep Viktor Joesjtsjenko op tot herbouw van de kathedraal in de oorspronkelijke staat.